# Diacanthodis
Diacanthodis är ett släkte av insekter. Diacanthodis ingår i familjen vårtbitare.
Kladogram enligt Catalogue of Life:
| Diacanthodis | \| \| Diacanthodis formidabilis \| \| \| \| \| \| Diacanthodis granosa \| \| \| \| |
|              | \| \| Diacanthodis formidabilis \| \| \| \| \| \| Diacanthodis granosa \| \| \| \| |
|              | Diacanthodis formidabilis                                                          |
|              |                                                                                    |
|              | Diacanthodis granosa                                                               |
|              |                                                                                    |